# Nyża nad Ziobrową
Nyża nad Ziobrową – jaskinia, a właściwie schronisko, w Żarze w Dolinie Kościeliskiej w Tatrach Zachodnich. Wejście do niej znajduje się w Zbójnickiej Turni, powyżej Jaskini Ziobrowej, na wysokości 1134 metrów n.p.m. Jaskinia jest pozioma, a jej długość wynosi 5 metrów.

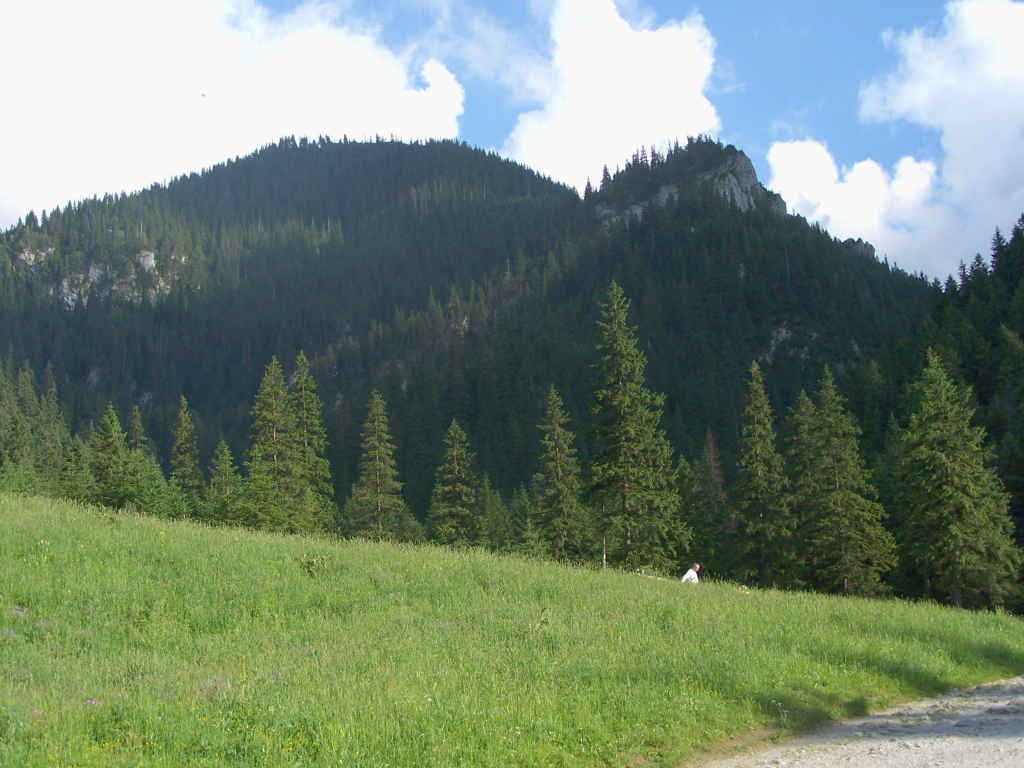
Zbójnicka Turnia w Dolinie Kościeliskiej

## Opis jaskini
Jaskinię stanowi niewielka sala zaczynająca się zaraz za małym, trójkątnym otworem wejściowym, a kończąca wąskim korytarzykiem.

## Przyroda
W jaskini brak jest nacieków. Ściany są suche, rosną na nich porosty.

## Historia odkryć
Jaskinia była prawdopodobnie znana od dawna. Jej pierwszy plan i opis sporządziła I. Luty przy pomocy P. Płachty w 1993 roku.